# Amphipoea senilis
Amphipoea senilis är en fjärilsart som beskrevs av Smith 1894. Amphipoea senilis ingår i släktet Amphipoea och familjen nattflyn. Inga underarter finns listade i Catalogue of Life.